# Calceo

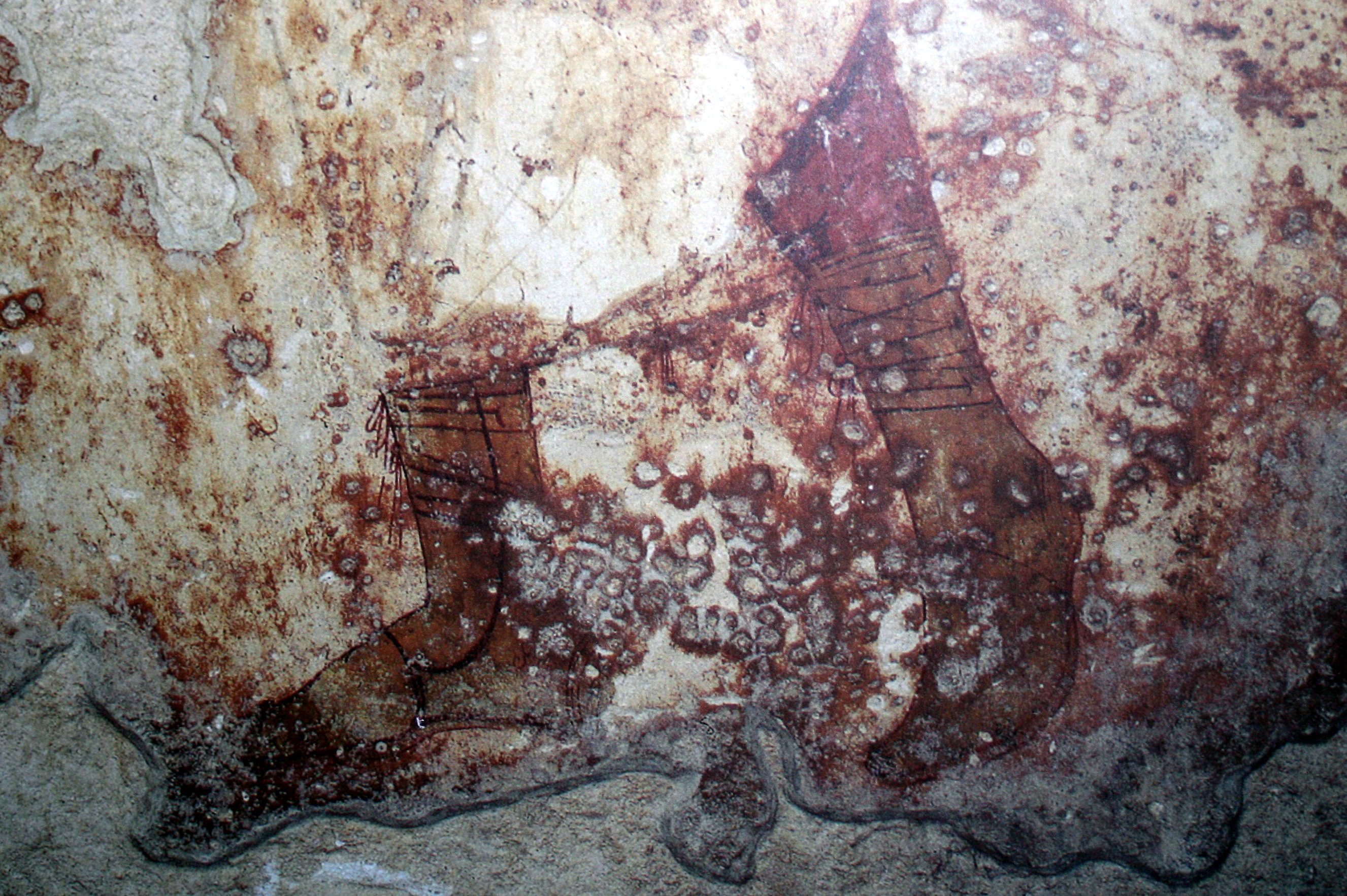
Calcei da un affresco di Paestum.

Il calceus (pl. calcei, derivato da calx - "calcagno") era la calzatura unisex in cuoio utilizzata dai romani nella loro quotidianità al di fuori della casa. Per l'uomo romano di rango senatorio, il calceus era parte imprescindibile delle vestis forensis tanto quanto la toga.

Era una tipologia di scarpa alta, chiusa sul davanti per tramite di un doppio paio di corregge.

## Descrizione
I calcei erano una tipologia di calzature unisex interamente realizzata in cuoio sottile e pieghevole (aluta), nell'insieme non dissimile da uno stivaletto. Constava di una suola alta, simile a quella del coturno, borchiata, a cui erano agganciate le alette laterali che avvolgevano il piede, la caviglia e la gamba fin sotto il polpaccio. Il sistema di chiusura era formato da quattro corregge (corrigiae) assicurate a dei gancetti (malleoli) di osso/bronzo. Il fusto del calceus aveva inoltre ai due lati un'apertura verticale che si richiudeva da sé infilata la calzatura, grazie alle corregge, e che era trattenuta da una parte eccedente in forma di linguetta (ligula). Le due linguette servivano anche da presa nell'atto di mettersi la calzatura.
Distintivi delle alte classi sociali romane, i calcei erano sovente impreziositi da perle, oro, argento, ecc.
Il Calceolus muliebris, usato dalle donne romane, era realizzato con una concia più morbida e variamente colorato: rosso (mulleolus), verde (hederaceus), giallo (cereus) e bianco (purus o albus).

Il calceo dell'uomo romano, in Età repubblicana seguiva invece rigide convenzioni sociali quanto a colorazione, poiché particolari cromie erano rivelatrici dello status sociale del portatore. Il calceo tinto di nero era precipuo dei senatori romani, da cui il nome Calceus senatorius, ed il motto "cambiare i calcei" (lat. "calceos mutare") indicava appunto l'ingresso dell'uomo romano nel rango dei senatori. La presenza di una fibbia d'avorio in foggia di mezzaluna (c.d. lunula) cucita ai calcei senatorii indicava l'appartenenza del senatore ad una famiglia dell'antico patriziato. Il calceo rosso, c.d. Mulleus calceus, era distintivo delle tre cariche più importanti del cursus honorum repubblicano (i.e. Praetor, Consul, Censor) tanto quanto la toga praetexta ed il suo uso viene fatto risalire ai Re Albani. I "calcei mullei" dell'imperatore (detti anche campagi imperiali) erano fatti di stoffa o pelle in color rosso e possibilmente adorni di ricami e pietre preziose.
Dai calcei repubblicani derivarono sia i mullei, le scarpe di colore bianco dei consoli nell'Impero romano d'oriente, sia i campagus di colore nero dei senatori bizantini (in questo caso, però, si trattava di calzature basse).

## Utilizzo
Capo di vestiario pregno di significati simbolici, il calceus era utilizzato dal romano, soprattutto di sesso maschile, al fuori della domus. All'interno delle mura domestiche, i romani sostituivano ai calcei i più comodi sandali (solea). Il calceus era, soprattutto, parte distintiva del vestiario da utilizzarsi nel luogo precipuo della vita pubblica repubblicana, il Foro (vestis forensis).

Congiuntamente alla toga, i calcei erano l'elemento suntuario distintivo del cittadino romano ed il loro uso era interdetto ai non-romani sin dal II secolo a.C..